# Janjawid
Con il termine janjāwīd (in arabo جنجاويد‎?, anglicizzato janjaweed) sono indicati i miliziani filogovernativi impegnati nella guerra civile nella regione del Darfur in Sudan. Essi però rifiutano tale definizione e preferiscono essere chiamati mujāhidīn (guerrieri impegnati nel jihād) oppure "guardie di confine" o ancora "brigate di ricognizione".

## Etimologia
Fino a non molto tempo fa però janjawid era un insulto colloquiale, usato per indicare un cattivo comportamento. Il suo significato sembra sia quello di "demone a cavallo", o "uomo armato su un cavallo". L'etimologia del termine è tutt'altro che certa anche se si vorrebbe far risalire il termine all'arabo jinn (sorta di demone) e jawād (cavallo, che dialettalmente si trasforma nel sostantivo wīd).